# István Tiba
Dans le nom hongrois Tiba István, le nom de famille précède le prénom, mais cet article utilise l’ordre habituel en français István Tiba, où le prénom précède le nom.
István Tiba, né le 6 mai 1962 à Miskolc, est un dentiste et homme politique hongrois.

## Biographie

### Vie professionnelle
Après avoir travaillé comme infirmier à Budapest (1980-1982), puis technicien dentaire (1982-1983), il étudie à la faculté dentaire de l'université de Debrecen et obtient son diplôme de dentiste en 1988. Il déménage alors à Balmazújváros, où il installe son cabinet dentaire. Il obtient une spécialisation en stomatologie en 1991 et une autre en dentisterie pédiatrique en 1993.
Chef du département dentaire des services de santé municipaux de Balmazújváros depuis 1996, il obtient un diplôme en administration des services de santé de l'Université Corvinus de Budapest en 1998.

### Politique
En 1998, il est candidat aux élections législatives pour le Forum démocrate hongrois. À la suite de sa défaite, il rejoint Fidesz, se présente aux élections municipales à Balmazújváros et se fait élire conseiller. En 2000, il devient responsable de Fidesz pour Balmazújváros.
Aux élections législatives de 2002, il est élu député et siège au comité parlementaire sur la Santé. 
En 2006, il est battu aux législatives mais gagne la mairie de Balmazújváros. Il entre à nouveau au parlement en 2008 à la faveur de la démission de Sándor Arnóth. Il est réélu député en 2010, puis en 2014. 